# Estación de autobuses de Segovia
La Estación de Autobuses de Segovia es el núcleo principal de transportes de autobús la provincia de Segovia.
Se sitúa en el barrio de San Millán de la ciudad, a la salida de la ciudad por la antigua carretera de Ávila. Dentro de ella se encuentran varios servicios como un quiosco de prensa, tiendas de alimentación y un puesto de información turística, además de la Concejalía de Tráfico del Ayuntamiento de Segovia.

## Historia

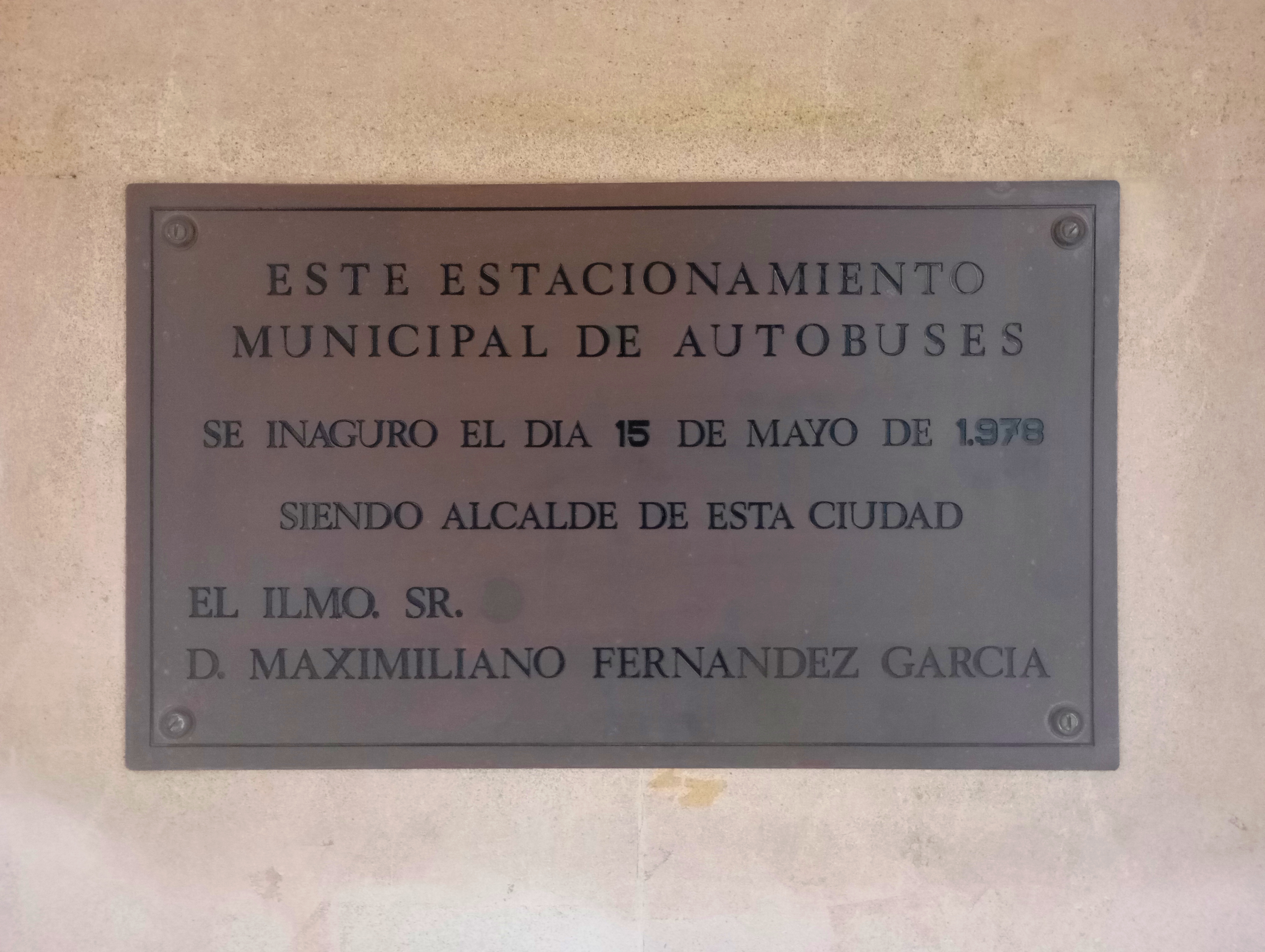
Placa inaugural de la estación

La necesidad de la construcción de la actual estación de autobuses se empezó a proyectar a finales de la década de los 40 del siglo XX y se inauguró el 15 de mayo de 1978 por Maximiliano Fernández García, entonces alcalde de la ciudad, siendo techada y posteriormente íntegramente reformada en 2017. En la actualidad cuenta con 14 dársenas en su interior y 2 apeaderos en el exterior sobre el paseo de Ezequiel González.

## Servicios de línea regular

Plano Metropolitano Segovia donde aparecen las líneas a su paso por la estación de autobuses

### Concesiones de larga distancia
| Concesión | Denominación                                                       | Empresa                       |
| --------- | ------------------------------------------------------------------ | ----------------------------- |
| VAC-246   | Madrid - Segovia con prolongación a Melgar de Fernamental (Burgos) | Llorente Bus S.L. (Avanza)    |
| VACL-119  | Puebla de Pedraza - Rebollo - Segovia, con hijuelas                | Galo Álvarez S.A.U. (Linecar) |
| VACL-122  | Santa María La Real de Nieva - Segovia, con hijuelas               | Galo Álvarez S.A.U. (Linecar) |
| VACL-124  | Grado del Pico - Segovia, con hijuelas                             | Galo Álvarez S.A.U. (Linecar) |
| VACL-125  | Ávila - Segovia - Aranda de Duero, con hijuelas                    | Galo Álvarez S.A.U. (Linecar) |
| VACL-128  | Escarabajosa de Cabezas - Segovia                                  | Autocares Garrido S.L.        |

### Transporte Metropolitano

#### Linecar
- M1 Hasta Garcillán
- M2 Hasta Encinillas
- M3 Hasta el Puerto de Navacerrada
- M6* Hasta Torrecaballeros
- M7 Hasta Palazuelos de Eresma
- M8 Hasta Balsaín[4]

#### Grupo Avanza
- M9 Hasta Otero de Herreros
- M10 Hasta Fuentemilanos

### Autobuses Urbanos
- Línea 6 Puente de Hierro - Paseo del Salón
- Línea B Carretera de Soria - Paseo del Salón[5]